# Samuel E. Hogg
Samuel E. Hogg (* 18. April 1783 in Halifax, Halifax County, North Carolina; † 28. Mai 1842 im Rutherford County, Tennessee) war ein US-amerikanischer Politiker. Zwischen 1817 und 1819 vertrat er den Bundesstaat Tennessee im US-Repräsentantenhaus.

## Werdegang
Samuel Hogg besuchte die öffentlichen Schulen im Caswell County. Danach unterrichtete er für kurze Zeit als Lehrer. Nach einem Medizinstudium in Gallatin (Tennessee) begann er um das Jahr 1804 in Lebanon als Arzt in zu arbeiten. Während des Britisch-Amerikanischen Krieges von 1812 war er bis 1815 Militärarzt. Politisch war Hogg Mitglied der von Thomas Jefferson gegründeten Demokratisch-Republikanischen Partei. Nach seiner Militärzeit wurde er in das Repräsentantenhaus von Tennessee gewählt. 
Bei den staatsweit ausgetragenen Kongresswahlen des Jahres 1816 wurde er für das zweite Abgeordnetenmandat von Tennessee in das US-Repräsentantenhaus in Washington, D.C. gewählt, wo er am 4. März 1817 die Nachfolge von Bennett H. Henderson antrat. Bis zum 3. März 1819 konnte er eine Legislaturperiode im Kongress absolvieren. Nach seinem Ausscheiden aus dem US-Repräsentantenhaus praktizierte Hogg wieder als Arzt in Lebanon. Im Jahr 1828 zog er nach Nashville, wo er bis 1836 weiterhin seinen Beruf ausübte. Nach einer kurzen Zeit in Natchez kehrte er 1838 nach Nashville zurück. Im Jahr 1840 wurde Hogg Präsident der State Medical Society of Tennessee. Er starb am 28. Mai 1842 und wurde auf dem Nashville City Cemetery beigesetzt.